# Tobias cornutus
Tobias cornutus är en spindelart som först beskrevs av Władysław Taczanowski 1872.  Tobias cornutus ingår i släktet Tobias och familjen krabbspindlar. Inga underarter finns listade i Catalogue of Life.